# 24 uur van Le Mans 1994

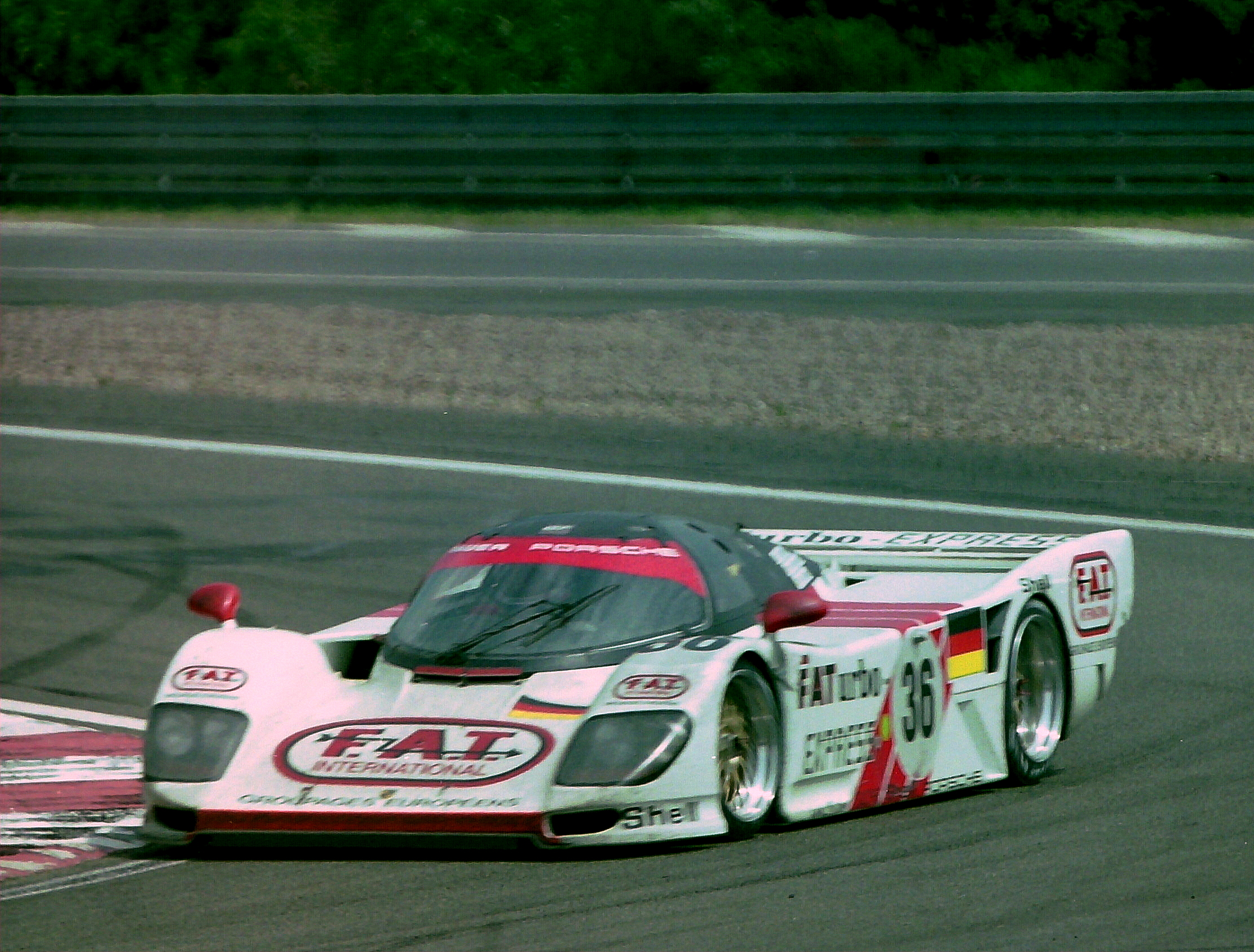
De winnende auto: de Dauer 962 Le Mans #36.

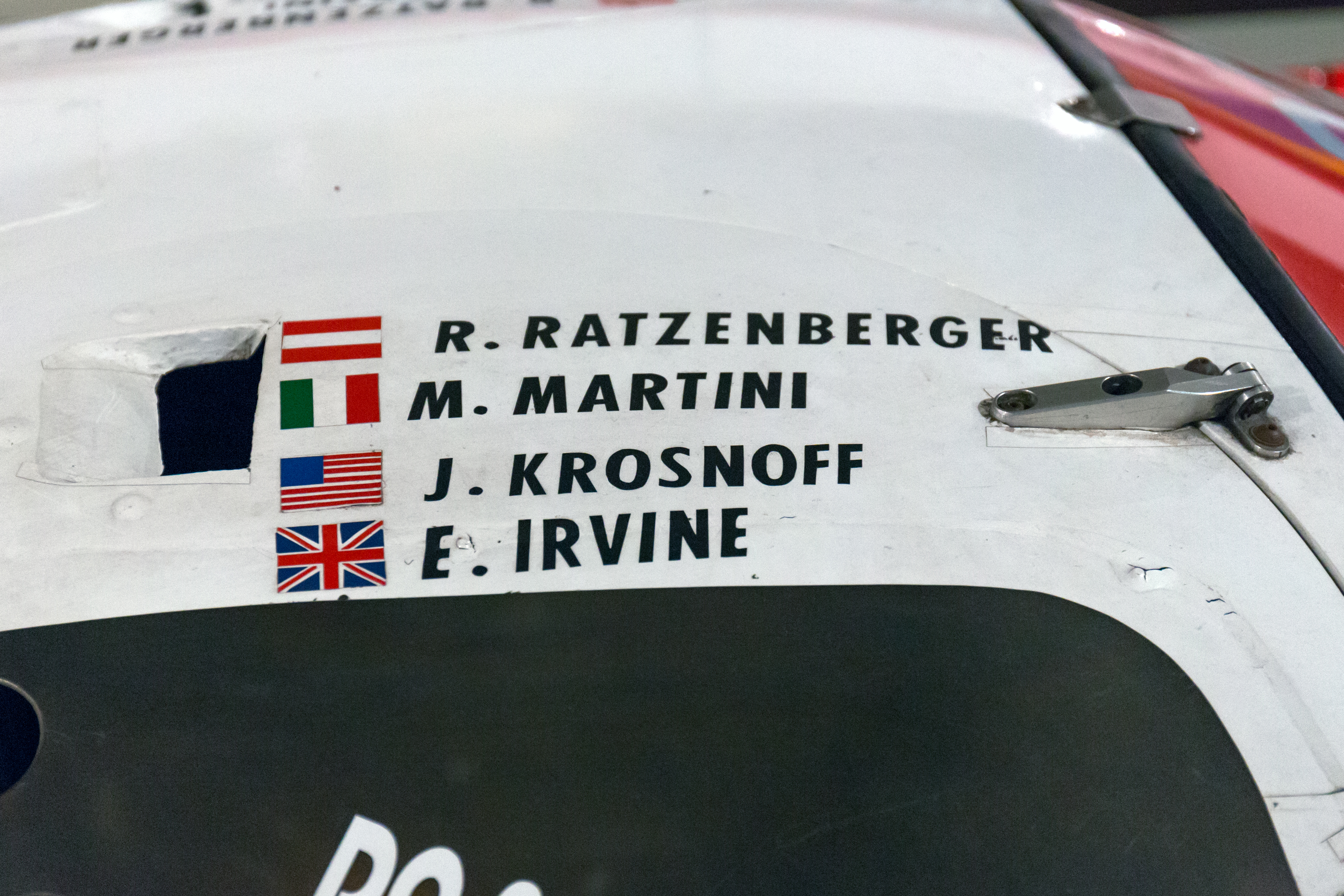
Roland Ratzenberger zou plaatsnemen in de #1 Toyota Team Sard, maar kwam om het leven bij een ongeluk tijdens de kwalificatie voor de Grand Prix Formule 1 van San Marino 1994. Hij werd vervangen door Eddie Irvine, maar zijn naam bleef als eerbetoon op de auto staan.

De 24 uur van Le Mans 1994 was de 62e editie van deze endurancerace. De race werd verreden op 18 en 19 juni 1994 op het Circuit de la Sarthe nabij Le Mans, Frankrijk.
De race werd gewonnen door de Le Mans Porsche Team #36 van Yannick Dalmas, Hurley Haywood en Mauro Baldi. Voor Dalmas was het zijn tweede Le Mans-overwinning, voor Haywood zijn derde en voor Baldi zijn eerste. De LMP1/C90-klasse werd gewonnen door de Toyota Team Sard #1 van Eddie Irvine, Mauro Martini en Jeff Krosnoff. De IMSA GTS-klasse werd gewonnen door de Cunningham Racing #75 van Steve Millen, Johnny O'Connell en John Morton. De LMGT2-klasse werd gewonnen door de Larbre Compétition #52 van Jesús Pareja, Dominique Dupuy en Carlos Palau.
Gedurende deze race kwam het voor de laatste keer voor dat er slechts twee coureurs in een auto werden ingeschreven. Patrick Gonin en Pierre Petit deelden de Welter Racing #21.

## Race
Winnaars in hun klasse zijn vetgedrukt.
| Pos. | Klasse   | No. | Team                        | Coureurs                                                | Chassis                            | Banden | Ronden |
| Pos. | Klasse   | No. | Team                        | Coureurs                                                | Motor                              | Banden | Ronden |
| ---- | -------- | --- | --------------------------- | ------------------------------------------------------- | ---------------------------------- | ------ | ------ |
| 1    | LMGT1    | 36  | Le Mans Porsche Team        | Yannick Dalmas Hurley Haywood Mauro Baldi               | Dauer 962 Le Mans                  | G      | 344    |
| 1    | LMGT1    | 36  | Le Mans Porsche Team        | Yannick Dalmas Hurley Haywood Mauro Baldi               | Porsche Type-935 3.0L Turbo Flat-6 | G      | 344    |
| 2    | LMP1/C90 | 1   | Toyota Team Sard            | Eddie Irvine Mauro Martini Jeff Krosnoff                | Toyota 94C-V                       | D      | 343    |
| 2    | LMP1/C90 | 1   | Toyota Team Sard            | Eddie Irvine Mauro Martini Jeff Krosnoff                | Toyota R36V 3.6L Turbo V8          | D      | 343    |
| 3    | LMGT1    | 35  | Le Mans Porsche Team        | Hans-Joachim Stuck Danny Sullivan Thierry Boutsen       | Dauer 962 Le Mans                  | G      | 343    |
| 3    | LMGT1    | 35  | Le Mans Porsche Team        | Hans-Joachim Stuck Danny Sullivan Thierry Boutsen       | Porsche Type-935 3.0L Turbo Flat-6 | G      | 343    |
| 4    | LMP1/C90 | 4   | Nisso Trust Racing Team     | Steven Andskär George Fouché Bob Wollek                 | Toyota 94C-V                       | D      | 328    |
| 4    | LMP1/C90 | 4   | Nisso Trust Racing Team     | Steven Andskär George Fouché Bob Wollek                 | Toyota R36V 3.6L Turbo V8          | D      | 328    |
| 5    | IMSA GTS | 75  | Cunningham Racing           | Steve Millen Johnny O'Connell John Morton               | Nissan 300ZX Turbo                 | Y      | 317    |
| 5    | IMSA GTS | 75  | Cunningham Racing           | Steve Millen Johnny O'Connell John Morton               | Nissan VG30DETT 3.0L Turbo V6      | Y      | 317    |
| 6    | LMP1/C90 | 5   | Gulf Oil Racing             | Derek Bell Robin Donovan Jürgen Lässig                  | Kremer K8 Spyder                   | D      | 316    |
| 6    | LMP1/C90 | 5   | Gulf Oil Racing             | Derek Bell Robin Donovan Jürgen Lässig                  | Porsche Type-935 3.0L Turbo Flat-6 | D      | 316    |
| 7    | LMP1/C90 | 9   | Courage Compétition         | Jean-Louis Ricci Andy Evans Philippe Olczyk             | Courage C32LM                      | M      | 310    |
| 7    | LMP1/C90 | 9   | Courage Compétition         | Jean-Louis Ricci Andy Evans Philippe Olczyk             | Porsche Type-935 3.0L Turbo Flat-6 | M      | 310    |
| 8    | LMGT2    | 52  | Larbre Compétition          | Jesús Pareja Dominique Dupuy Carlos Palau               | Porsche 911 Carrera RSR            | M      | 307    |
| 8    | LMGT2    | 52  | Larbre Compétition          | Jesús Pareja Dominique Dupuy Carlos Palau               | Porsche 3.8L Flat-6                | M      | 307    |
| 9    | LMGT2    | 54  | Écurie Biennoise            | Enzo Calderari Lilian Bryner Renato Mastropietro        | Porsche 911 Carrera RSR            | P      | 299    |
| 9    | LMGT2    | 54  | Écurie Biennoise            | Enzo Calderari Lilian Bryner Renato Mastropietro        | Porsche 3.8L Flat-6                | P      | 299    |
| 10   | LMGT2    | 59  | Konrad Motorsport           | Cor Euser Patrick Huisman Matjaž Tomlje                 | Porsche 911 Carrera RSR            | P      | 295    |
| 10   | LMGT2    | 59  | Konrad Motorsport           | Cor Euser Patrick Huisman Matjaž Tomlje                 | Porsche 3.8L Flat-6                | P      | 295    |
| 11   | LMGT2    | 57  | Repsol Ferrari España       | Alfonso de Orléans-Borbón Tomás Saldaña Andrés Vilariño | Ferrari 348 GTC-LM                 | P      | 276    |
| 11   | LMGT2    | 57  | Repsol Ferrari España       | Alfonso de Orléans-Borbón Tomás Saldaña Andrés Vilariño | Ferrari 3.4L V8                    | P      | 276    |
| 12   | LMGT1    | 40  | Rent-A-Car Racing           | René Arnoux Justin Bell Bertrand Balas                  | Dodge Viper RT/10                  | M      | 273    |
| 12   | LMGT1    | 40  | Rent-A-Car Racing           | René Arnoux Justin Bell Bertrand Balas                  | Dodge 8.0L V10                     | M      | 273    |
| 13   | LMGT2    | 60  | Legeay Sports Mécanique     | Benjamin Roy Luc Galmard Jean-Claude Police             | Alpine A610                        | M      | 272    |
| 13   | LMGT2    | 60  | Legeay Sports Mécanique     | Benjamin Roy Luc Galmard Jean-Claude Police             | Renault PRV 3.0L Turbo V6          | M      | 272    |
| 14   | LMGT2    | 48  | Kremer Honda Racing         | Armin Hahne Christophe Bouchut Bertrand Gachot          | Honda NSX                          | D      | 257    |
| 14   | LMGT2    | 48  | Kremer Honda Racing         | Armin Hahne Christophe Bouchut Bertrand Gachot          | Honda 3.0L V6                      | D      | 257    |
| 15   | IMSA GTS | 74  | Team Artnature              | Yojiro Terada Franck Fréon Pierre de Thoisy             | Mazda RX-7 GTO                     | D      | 250    |
| 15   | IMSA GTS | 74  | Team Artnature              | Yojiro Terada Franck Fréon Pierre de Thoisy             | Mazda 13J 2.0L 3-Rotor             | D      | 250    |
| 16   | LMGT2    | 46  | Kremer Honda Racing         | Philippe Favre Hideki Okada Kazuo Shimizu               | Honda NSX                          | D      | 240    |
| 16   | LMGT2    | 46  | Kremer Honda Racing         | Philippe Favre Hideki Okada Kazuo Shimizu               | Honda 3.0L V6                      | D      | 240    |
| 17   | LMGT2    | 68  | Agusta Racing Team          | Jean-Louis Sirera Antonio Puig Xavier Camp              | Venturi 400GTR                     | D      | 225    |
| 17   | LMGT2    | 68  | Agusta Racing Team          | Jean-Louis Sirera Antonio Puig Xavier Camp              | Renault PRV 3.0L Turbo V6          | D      | 225    |
| 18   | LMGT2    | 47  | Kremer Honda/Team Kunimitsu | Kunimitsu Takahashi Keiichi Tsuchiya Akira Iida         | Honda NSX                          | Y      | 222    |
| 18   | LMGT2    | 47  | Kremer Honda/Team Kunimitsu | Kunimitsu Takahashi Keiichi Tsuchiya Akira Iida         | Honda 3.0 L V6                     | Y      | 222    |
| NC   | LMGT1    | 41  | Rent-A-Car Racing           | François Migault Denis Morin Philippe Gache             | Dodge Viper RT/10                  | M      | 225    |
| NC   | LMGT1    | 41  | Rent-A-Car Racing           | François Migault Denis Morin Philippe Gache             | Dodge 8.0L V10                     | M      | 225    |
| NC   | LMGT1    | 30  | BBA Sport et Compétition    | Jean-Luc Maury-Laribière Bernard Chauvin Hervé Poulain  | Venturi 600LM                      | D      | 221    |
| NC   | LMGT1    | 30  | BBA Sport et Compétition    | Jean-Luc Maury-Laribière Bernard Chauvin Hervé Poulain  | Renault PRV 3.0L Turbo V6          | D      | 221    |
| NC   | LMGT1    | 37  | ADA Engineering             | Dominic Chappell Jonathan Baker Phil Andrews            | De Tomaso Pantera                  | G      | 210    |
| NC   | LMGT1    | 37  | ADA Engineering             | Dominic Chappell Jonathan Baker Phil Andrews            | Ford 5.0L V8                       | G      | 210    |
| NC   | LMP1/C90 | 6   | ADA Team Nippon             | Jun Harada Tomiko Yoshikawa Masahiko Kondō              | Porsche 962C GTi                   | G      | 189    |
| NC   | LMP1/C90 | 6   | ADA Team Nippon             | Jun Harada Tomiko Yoshikawa Masahiko Kondō              | Porsche Type-935 3.0L Turbo Flat-6 | G      | 189    |
| NC   | LMGT2    | 65  | Agusta Racing Team          | Stéphane Ratel Franz Hunkeler Edouard Chaufour          | Venturi 400GTR                     | D      | 137    |
| NC   | LMGT2    | 65  | Agusta Racing Team          | Stéphane Ratel Franz Hunkeler Edouard Chaufour          | Renault PRV 3.0L Turbo V6          | D      | 137    |
| DNF  | LMGT1    | 34  | Michel Hommell              | Alain Cudini Éric Hélary Jean-Christophe Boullion       | Bugatti EB110 SS                   | M      | 230    |
| DNF  | LMGT1    | 34  | Michel Hommell              | Alain Cudini Éric Hélary Jean-Christophe Boullion       | Bugatti 3.5L Turbo V12             | M      | 230    |
| DNF  | LMP1/C90 | 2   | Courage Compétition         | Henri Pescarolo Alain Ferté Franck Lagorce              | Courage C32LM                      | M      | 142    |
| DNF  | LMP1/C90 | 2   | Courage Compétition         | Henri Pescarolo Alain Ferté Franck Lagorce              | Porsche Type-935 3.0L Turbo Flat-6 | M      | 142    |
| DNF  | LMGT1    | 31  | Agusta Racing Team          | Rocky Agusta Michel Krine Almo Coppelli                 | Venturi 600LM                      | D      | 115    |
| DNF  | LMGT1    | 31  | Agusta Racing Team          | Rocky Agusta Michel Krine Almo Coppelli                 | Renault PRV 3.0L Turbo V6          | D      | 115    |
| DNF  | LMGT1    | 38  | Jacadi Racing               | Michel Ferté Olivier Grouillard Michel Neugarten        | Venturi 600LM                      | M      | 107    |
| DNF  | LMGT1    | 38  | Jacadi Racing               | Michel Ferté Olivier Grouillard Michel Neugarten        | Renault PRV 3.0L Turbo V6          | M      | 107    |
| DNF  | LMP1/C90 | 3   | Courage Compétition         | Lionel Robert Pascal Fabre Pierre-Henri Raphanel        | Courage C32LM                      | M      | 107    |
| DNF  | LMP1/C90 | 3   | Courage Compétition         | Lionel Robert Pascal Fabre Pierre-Henri Raphanel        | Porsche Type-935 3.0L Turbo Flat-6 | M      | 107    |
| DNF  | LMP2     | 21  | Welter Racing               | Patrick Gonin Pierre Petit                              | WR LM93                            | M      | 104    |
| DNF  | LMP2     | 21  | Welter Racing               | Patrick Gonin Pierre Petit                              | Peugeot 2.0 L Turbo V6             | M      | 104    |
| DNF  | LMGT1    | 33  | Patrick Nève Racing         | Franz Konrad Antônio Hermann Mike Sommer                | Porsche 911 Turbo                  | P      | 100    |
| DNF  | LMGT1    | 33  | Patrick Nève Racing         | Franz Konrad Antônio Hermann Mike Sommer                | Porsche 3.6L Turbo Flat-6          | P      | 100    |
| DNF  | LMP1/C90 | 7   | Stealth Engineering/SBF     | Dominique Lacaud Sylvain Boulay Bernard Robin           | ALD 06                             | G      | 96     |
| DNF  | LMP1/C90 | 7   | Stealth Engineering/SBF     | Dominique Lacaud Sylvain Boulay Bernard Robin           | BMW M88 3.5L I6                    | G      | 96     |
| DNF  | LMGT2    | 49  | Porsche Flymo Mobil Alméras | Jacques Laffite Jacques Alméras Jean-Marie Alméras      | Porsche 911 Carrera RSR            | P      | 94     |
| DNF  | LMGT2    | 49  | Porsche Flymo Mobil Alméras | Jacques Laffite Jacques Alméras Jean-Marie Alméras      | Porsche 3.8L Flat-6                | P      | 94     |
| DNF  | LMP2     | 22  | Welter Racing               | Hervé Regout Jean-François Yvon Jean-Paul Libert        | WR LM93                            | M      | 86     |
| DNF  | LMP2     | 22  | Welter Racing               | Hervé Regout Jean-François Yvon Jean-Paul Libert        | Peugeot 2.0L Turbo V6              | M      | 86     |
| DNF  | LMGT2    | 58  | Seikel Motorsport           | Thomas Bscher Lindsay Owen-Jones John Nielsen           | Porsche 968 Turbo RS               | Y      | 84     |
| DNF  | LMGT2    | 58  | Seikel Motorsport           | Thomas Bscher Lindsay Owen-Jones John Nielsen           | Porsche 3.0L Turbo I4              | Y      | 84     |
| DNF  | LMP2     | 20  | Didier Bonnet               | Georges Tessier Pascal Dro Bernard Santal               | Debora LMP294                      | P      | 79     |
| DNF  | LMP2     | 20  | Didier Bonnet               | Georges Tessier Pascal Dro Bernard Santal               | Alfa Romeo 3.0L V6                 | P      | 79     |
| DNF  | LMP1/C90 | 8   | Roland Bassaler             | Nicolas Minassian Patrick Bourdais Olivier Couvrier     | Alpa LM                            | G      | 64     |
| DNF  | LMP1/C90 | 8   | Roland Bassaler             | Nicolas Minassian Patrick Bourdais Olivier Couvrier     | Ford Cosworth DFL 3.5L V8          | G      | 64     |
| DNF  | LMGT2    | 50  | Larbre Compétition          | Pierre Yver Jack Leconte Jean-Luc Chéreau               | Porsche 911 Carrera RSR            | M      | 62     |
| DNF  | LMGT2    | 50  | Larbre Compétition          | Pierre Yver Jack Leconte Jean-Luc Chéreau               | Porsche 3.8L Flat-6                | M      | 62     |
| DNF  | LMGT2    | 62  | Lotus Sport/Chamberlain     | Richard Piper Peter Hardman Olindo Iacobelli            | Lotus Esprit Sport 300             | M      | 59     |
| DNF  | LMGT2    | 62  | Lotus Sport/Chamberlain     | Richard Piper Peter Hardman Olindo Iacobelli            | Lotus 2.2L Turbo I4                | M      | 59     |
| DNF  | LMGT2    | 55  | Simpson Engineering         | Robin Smith Stefano Sebastiani Tetsuya Ota              | Ferrari 348 LM                     | Y      | 57     |
| DNF  | LMGT2    | 55  | Simpson Engineering         | Robin Smith Stefano Sebastiani Tetsuya Ota              | Ferrari 3.4L V8                    | Y      | 57     |
| DNF  | LMGT2    | 45  | Heico Service               | Ulrich Richter Karl-Heinz Wlazik Dirk Ebeling           | Porsche 911 Carrera RSR            | P      | 57     |
| DNF  | LMGT2    | 45  | Heico Service               | Ulrich Richter Karl-Heinz Wlazik Dirk Ebeling           | Porsche 3.8L Flat-6                | P      | 57     |
| DNF  | LMGT1    | 29  | Obermaier                   | Anders Olofsson Sandro Angelastri Luciano Della Noce    | Ferrari F40 GTE                    | P      | 51     |
| DNF  | LMGT1    | 29  | Obermaier                   | Anders Olofsson Sandro Angelastri Luciano Della Noce    | Ferrari 3.0 L Turbo V8             | P      | 51     |
| DNF  | LMGT2    | 63  | Chamberlain Engineering     | Rob Wilson David Brodie William Hewland                 | Harrier LR9C                       | D      | 45     |
| DNF  | LMGT2    | 63  | Chamberlain Engineering     | Rob Wilson David Brodie William Hewland                 | Ford Cosworth YBT 2.0L Turbo I4    | D      | 45     |
| DNF  | LMGT2    | 56  | Elf Haberthur Racing        | Olivier Haberthur Patrice Goueslard Patrick Vuillaume   | Porsche 911 Turbo 3.6              | G      | 42     |
| DNF  | LMGT2    | 56  | Elf Haberthur Racing        | Olivier Haberthur Patrice Goueslard Patrick Vuillaume   | Porsche 3.6L Turbo Flat-6          | G      | 42     |
| DNF  | LMGT2    | 66  | Erik Henriksen              | Ray Bellm Harry Nuttall Charles Rickett                 | Porsche 911 Carrera RSR            | G      | 34     |
| DNF  | LMGT2    | 66  | Erik Henriksen              | Ray Bellm Harry Nuttall Charles Rickett                 | Porsche 3.8L Flat-6                | G      | 34     |
| DNF  | LMGT2    | 61  | Lotus Sport/Chamberlain     | Thorkild Thyrring Klaas Zwart Andreas Fuchs             | Lotus Esprit Sport 300             | M      | 28     |
| DNF  | LMGT2    | 61  | Lotus Sport/Chamberlain     | Thorkild Thyrring Klaas Zwart Andreas Fuchs             | Lotus 2.2L Turbo I4                | M      | 28     |
| DNF  | IMSA GTS | 76  | Cunningham Racing           | Eric van de Poele Paul Gentilozzi Shunji Kasuya         | Nissan 300ZX Turbo                 | Y      | 25     |
| DNF  | IMSA GTS | 76  | Cunningham Racing           | Eric van de Poele Paul Gentilozzi Shunji Kasuya         | Nissan VRH35 3.0L Turbo V6         | Y      | 25     |
| DNF  | LMGT2    | 64  | Ferrari Club Italia         | Oscar Larrauri Fabio Mancini Joël Gouhier               | Ferrari 348 GTC-LM                 | P      | 23     |
| DNF  | LMGT2    | 64  | Ferrari Club Italia         | Oscar Larrauri Fabio Mancini Joël Gouhier               | Ferrari 3.4L V8                    | P      | 23     |
| DSQ  | LMGT2    | 51  | Callaway Sport              | Frank Jelinski Boris Said Michel Maisonneuve            | Callaway Corvette                  | Y      | 142    |
| DSQ  | LMGT2    | 51  | Callaway Sport              | Frank Jelinski Boris Said Michel Maisonneuve            | Chevrolet 6.2L V8                  | Y      | 142    |

1923 · 1924 · 1925 · 1926 · 1927 · 1928 · 1929 · 1930 · 1931 · 1932 · 1933 · 1934 · 1935 · 1936 · 1937 · 1938 · 1939 · 1940 - 1948 · 1949 · 1950 · 1951 · 1952 · 1953 · 1954 · 1955 (Ramp) · 1956 · 1957 · 1958 · 1959 · 1960 · 1961 · 1962 · 1963 · 1964 · 1965 · 1966 · 1967 · 1968 · 1969 · 1970 · 1971 · 1972 · 1973 · 1974 · 1975 · 1976 · 1977 · 1978 · 1979 · 1980 · 1981 · 1982 · 1983 · 1984 · 1985 · 1986 · 1987 · 1988 · 1989 · 1990 · 1991 · 1992 · 1993 · 1994 · 1995 · 1996 · 1997 · 1998 · 1999 · 2000 · 2001 · 2002 · 2003 · 2004 · 2005 · 2006 · 2007 · 2008 · 2009 · 2010 · 2011 · 2012 · 2013 · 2014 · 2015 · 2016 · 2017 · 2018 · 2019 · 2020 · 2021 · 2022 · 2023 · 2024